# Батиниты
Батини́ты (от араб. الباطن‎ —  внутреннее, скрытое‎) — общее название сторонников свободного, аллегорического толкования Корана и сунны. В противоположность захиритам-буквалистам, батиниты искали в Коране и сунне «тайный», эзотерический смысл. Обоснование необходимости аллегорического толкования батиниты нашли в самом Коране. В некоторых аятах противопоставляется явная и тайная милость Аллаха, явный и скрытый грех, явный и тайный Аллах, милосердие («внутренность») и наказание («наружность») и др.

## История
Метод аллегорического толкования Корана (тавиль) зародился в Ираке в VIII веке. «Крайний» шиит из Куфы аль-Мугира ибн Саид (казнён в 736 г.) толковал аят Корана 33:72, где говорится, что небеса, земля и горы отказались нести ответственность, в том смысле, что «отказ гор нести веру» — это непризнание Праведным халифом Умаром прав Али на халифат. По словам другого «крайнего» шиита, Абу Мансура аль-Иджли, упомянутые в Коране «небеса» символизируют род пророка Мухаммада (хашимитов), а «земля» (речь о толковании ряда аятов Корана) — шиитов.
Абу Мансуру аль-Иджли приписывается идея о том, что Пророк принёс откровение (танзиль), а толкование Корана (тавиль) возложено на имамов.
Аллегорическое толкование проповедовали хаттабиты. Они разработали учение о существовании в каждом поколении «говорящего» имама (натик), который публично провозглашает религиозные истины, и «безмолвного» (самит), который интерпретирует их «избранным» (аль-хасса).
Идеи хаттабитов получили дальнейшее развитие в среде исмаилитов. Понятия «батин», «тавиль» и «аль-хасса» заняли в религиозно-философской доктрине исмаилитов исключительно важное место. На этом основании средневековые исламские доксографы относили к батинитам прежде всего исмаилитов, а затем и общины маздакитско-хуррамитского типа (аль-бабакия, аль-мухаммира и т. п.). Название «батиниты» закрепилось за шиитами-двунадесятниками, видимо, лишь в X веке. Мусульманские богословы относили к батинитам суфиев, допускавших символическое толкование сакральных текстов, мутазилитов и «философов» (фаласифа).